# Porsche 911 (996)
Pour un article plus général, voir Porsche 911.
La Porsche 996 (ou 911 Type 996) dévoilée au public en 1997, est la cinquième génération de Porsche 911, sportive de prestige développée par le constructeur allemand Porsche. Rompant avec une longue tradition tant au niveau du design que de l'aménagement intérieur, la version MK1 est passablement critiquée, essentiellement en raison des optiques de phare avant, empruntés à la Porsche Boxster,. Les phares sont modifiés sur la version Mk2 et adoptent le design de ceux de la Carrera 4S et de la Turbo de la version Mk1. Ils sont définitivement abandonnés avec le retour des phares ronds sur la génération suivante, la 997.

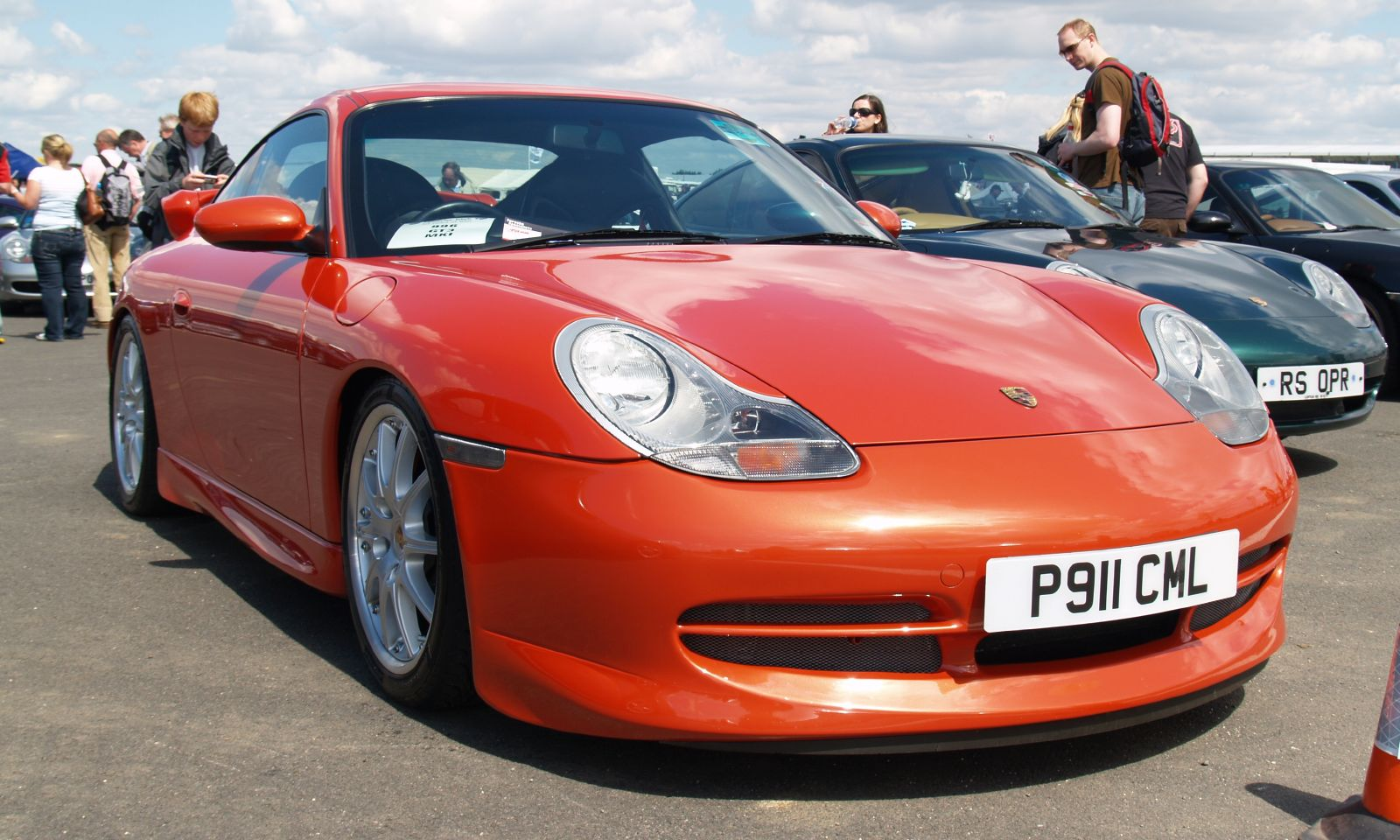
Les phares controversés de la Porsche 996 MK1 identiques à ceux de la Porsche Boxster.

Techniquement, la 996 marque l'apparition d'une nouvelle génération dotée d'un moteur entièrement refroidi par eau (à l'exception de la 911 GT1), rompant avec la tradition des moteurs refroidis par air et par huile ; ce 6 cylindres, quelle que soit la cylindrée, bénéficie toujours d'un système de lubrification hybride à carter sec intégré. Le réservoir d'huile se trouvant sous le moteur et non séparé de ce dernier laisse suggérer à tort qu'il s'agit d'un carter humide.

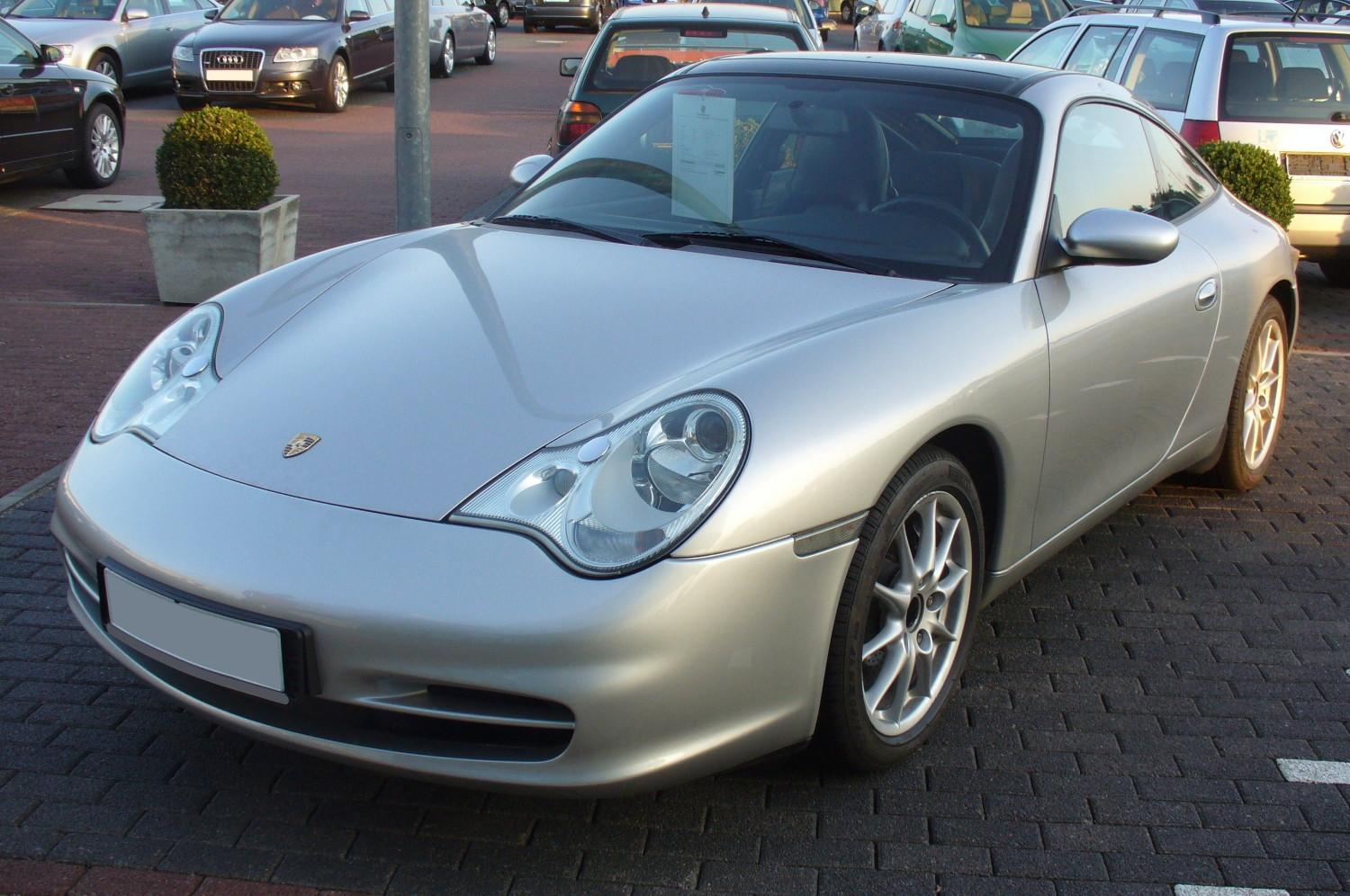
Les phares sont redessinés sur la Porsche 996 MK2 afin de la distinguer, vue de face, du roadster Boxster.

La 996 trouve rapidement sa place sur le marché, avec des chiffres de ventes bien supérieurs à ceux de sa devancière (environ +50% sur la première année complète de commercialisation). En 2001, de nouveaux blocs optiques sont introduits sur la version Turbo, ensuite généralisés à toute la gamme 911. Des améliorations sont réalisées sur le châssis et le moteur dont la Carrera 4S est la première bénéficiaire, comme le passage du moteur à 3 600 cm3, renouant ainsi avec la tradition des précédentes 911 (964) et 911 (993).

## Motorisation
Le moteur utilisé sur les « grandes séries » — 3,4 l de 1999 à septembre 2001 (3 versions M96.1, M96.2 et M96.4) puis 3,6 l de septembre 2001 à 2004 (1 version M96.3) — n'a plus grand-chose à voir avec le précédent bloc des 911 type 964 et type 993, lui-même issu du bloc développé 20 ans plus tôt pour la Porsche 956. Une variante refroidie par eau de ce bloc (nommée Moteur Mezger) est présente sur les 996 Turbo/GT2 et GT3, dotée d'un carter sec, d'une pompe à huile à plus gros débit, et d'un vilebrequin et de bielles renforcées. Le bloc de la Turbo délivre une puissance de 420 ch (450 ch dans sa livrée Turbo S ou option X50) et la GT3 affiche 360 ch dans sa phase 1 et 381 ch dans sa phase 2. La version GT2 développe 462 ch pour la phase 1 et 483 ch pour la phase 2, le tout en propulsion sans aide électronique, hormis l'ABS.
Ce moteur refroidi par eau est également à l'origine d'une polémique sur la fiabilité des « nouvelles » 911, en particulier un défaut du roulement étanche de l'IMS (InterMediate Shaft), un arbre intermédiaire qui fait le lien entre le vilebrequin et la chaine de distribution. Le problème réside dans l'IMS dont un des côtés est guidé par un palier lubrifié par l'huile moteur, tandis que l'autre l'est par un roulement à billes étanche. La graisse de ce roulement peut sécher ou finir par manquer, entraînant une défaillance du roulement et un décalage de la distribution voire une rupture de l'axe intermédiaire. Deux types d'IMS ont été montés : un premier modèle à double rangée jusqu'en 2000 puis un modèle à simple rangée de billes jusqu'à la fin de la production du modèle (ainsi que sur les premières 997). Lors d'une Class Action aux USA, Porsche a reconnu un taux de casse de 8% pour les roulements simple rangée et de moins d'1% pour les roulements double rangée,,.

## Déclinaisons
- 1998 : Carrera (coupé et cabriolet) ;
- 1999 : Carrera 4 (coupé et cabriolet) ;
- 1999 : GT3 ;
- 1999-2005 : GT3 Carrera Cup ;
- 2000 : Millennium (911ex)
- 2000-2004 : Turbo (coupé et cabriolet)[8] ;
- 2001 : Carrera 4S (coupé et cabriolet) ;
- 2001 : Targa ;
- 2003-2004: 40 ans 911 ou Edition spéciale ou 40ème Anniversaire ou 40 Jahre (1963ex)

- 2001 : GT2 ;
- 2004 : GT3 RS ; en option, un pack Clubsport est disponible pour donner la 996 GT3 RS Clubsport avec sièges-baquets en tissu ignifugé, extincteur, arceau-cage et harnais 6 points ;
- 2004-2005 : Turbo S (coupé et cabriolet).

## Porsche 911 Aerokit

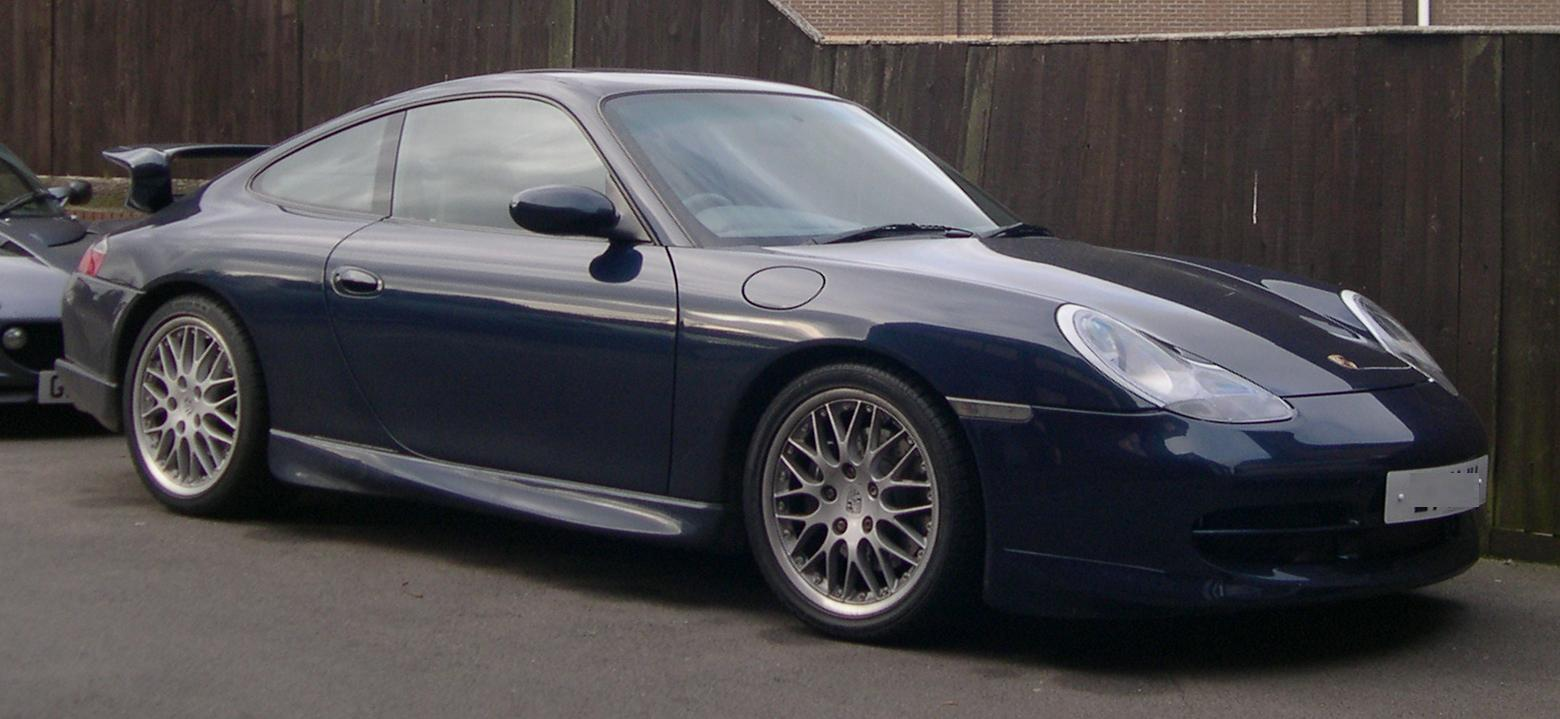
Porsche 996 Carrera 4 avec Aerokit look GT3 (bas de caisse, aileron fixe, etc).

A l'instar de l'option Turbo Look qui permettait dans les années 1970 et 1980 de modifier l'aspect extérieur d'une Porsche 911, les options de carrosserie SportDesign et Aerokit proposées par le département Porsche Exclusive Manufaktur permettent aux 911 dernières générations d'obtenir, selon l'option choisie, l'aspect d'une 911 GT3. Les éléments modifient la carrosserie d'une 911 « standard » et améliorent son aérodynamisme. L'option SportDesign comprend notamment des boucliers avant et arrière redessinés auxquels peuvent être ajoutées des jupes latérales. Elle peut être complétée de l'option Aerokit qui comprend, entre autres, un aileron fixe. Ces modifications sont possibles depuis la version 996 jusqu'aux modèles les plus récents.